# B&H Airlines

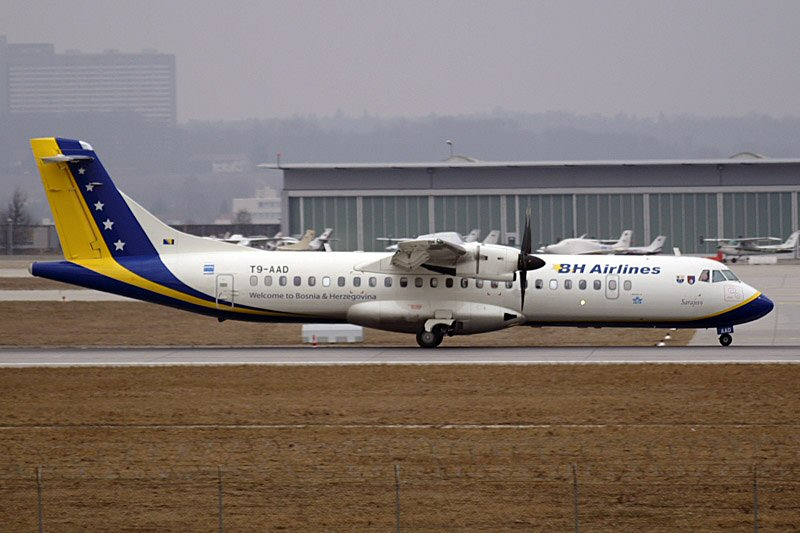
ATR-72 w barwach B&H Airlines

B&H Airlines – bośniackie narodowe linie lotnicze z siedzibą w Sarajewie, działające w latach 1994–2015. Obsługiwały połączenia do 7 krajów Europy. Głównym hubem był Port lotniczy Sarajewo. Linie zostały założone 12 sierpnia 1994 roku jako Air Bosna. W 2003 roku linie zawiesiły działalność aby ponownie do niej wrócić w 2005 roku już jako B&H Airlines. W 2007 roku rząd bośniacki ogłosił zamiar sprzedaży części udziałów prywatnym inwestorom. Ostatnimi właścicielami linii lotniczych były państwo w 50,93%, Turkish Airlines w 49% oraz firma Energoinvest 0,07%. 5 lipca 2015 roku B&H zaprzestały swojej działalności.

## Porty docelowe
- Bośnia i Hercegowina
  - Banja Luka (Port lotniczy Banja Luka)
  - Mostar (Port lotniczy Mostar)
  - Sarajewo (Port lotniczy Sarajewo) hub
- Chorwacja
  - Zagrzeb (Port lotniczy Zagrzeb)
- Macedonia Północna
  - Skopje (Port lotniczy Aleksander Wielki)
- Niemcy
  - Frankfurt nad Menem (Port lotniczy Frankfurt)
  - Kolonia (Port lotniczy Kolonia/Bonn)
  - Stuttgart (Port lotniczy Stuttgart)
- Serbia
  - Belgrad (Port lotniczy Belgrad)
- Szwajcaria
  - Zurych (Port lotniczy Zurych-Kloten)
- Turcja
  - Stambuł (Port lotniczy Stambuł-Atatürk)

Czartery 2007
- Malta
  - Luqa (Port lotniczy Malta)
- Turcja
  - Bodrum (Port lotniczy Bodrum-Milas)